# Blastophaga mayeri
Blastophaga mayeri är en stekelart som beskrevs av Mayr 1885. Blastophaga mayeri ingår i släktet Blastophaga och familjen fikonsteklar. Inga underarter finns listade.